# Asquamiceps
Asquamiceps is een geslacht van straalvinnige vissen uit de familie van gladkopvissen (Alepocephalidae). Het geslacht is voor het eerst wetenschappelijk beschreven in 1911 door Zugmayer.

## Soorten
- Asquamiceps caeruleus Markle, 1980
- Asquamiceps hjorti (Koefoed, 1927)
- Asquamiceps longmani Fowler, 1934
- Asquamiceps velaris Zugmayer, 1911